# Apert
Der Apert ist ein 631,3 m ü. NHN hoher bewaldeter Berg in der westlichen Vulkaneifel, einem Mittelgebirge im deutschen Bundesland Rheinland-Pfalz. Er erhebt sich etwa zwei Kilometer südlich von Büdesheim und ist der höchste Punkt der Gemarkung.

## Geologie
Das Gebiet gehört zum Rheinischen Schiefergebirge; der Untergrund des Aperts besteht aus dem fossilreichen Büdesheimer Schiefer und Flinz, einem Gestein des unteren Oberdevons. Vertreten sind Fossilien der Ordnungen (teilweise als Leitfossilien) Buchiola, Cheiloceras, Goniatiten, Clymenien, Orthoceras und Manticoceras.

## Weblink und Karte
- Aussicht vom Apert
- Landesamt für Vermessung und Geobasisinformation Rheinland-Pfalz: Topografische Karte 1:25.000, Blatt 5705, Gerolstein